# Chumashtalen

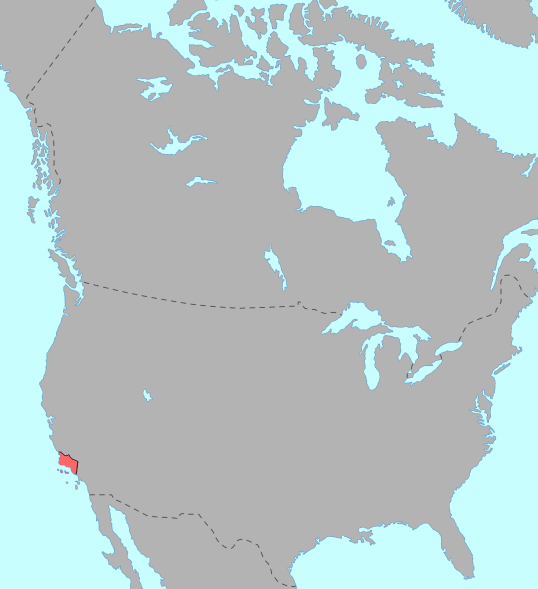
Oorspronkelijke verbreiding van de Chumashtalen

De Chumashtalen vormen een taalfamilie van zes indiaanse talen die gesproken werden langs de zuidelijke kust van de huidige Amerikaanse staat Californië door de Chumash.
Sinds in 1965 de laatste spreker van Barbareño overleed is de familie uitgestorven. 
De familie bestaat uit de volgende talen:
I. Noordelijk Chumash
1. Obispeño (ook bekend als Noordelijk Chumash) (†)
II. Zuidelijk Chumash
a. Island Chumash (gemengd met niet-Chumashtalen)
2. Island Chumash (ook bekend als Ysleño, Isleño, Cruzeño) (†)
b. Centraal-Chumash
3. Purisimeño (†)
4. Ineseño (ook bekend als Inezeño) (†)
5. Barbareño (†)
6. Ventureño (†)